# Stick 2 the Script
Albums de Statik Selektah
Spell My Name Right (The Album)
(2007) 100 Proof: The Hangover
(2010)
Stick 2 the Script est le deuxième album studio de Statik Selektah, sorti le 21 octobre 2008.
Cet opus, plutôt bien reçu par la critique qui a notamment salué la qualité de sa production, a été classé à la troisième place de la liste des vingt meilleurs albums de l'année par DJ Premier.

## Liste des titres
| No  | Titre | Contient un (des) sample(s) de | Durée |
| --- | --- | --- | ----- |
| 1.  | Stick 2 the Script (Intro) | | 0:54  |
| 2.  | To the Top (Stick 2 the Script) (featuring Cassidy, Saigon et Termanology)                                                           | So It May Secretly Begin du Pat Metheny Group | 3:41  |
| 3.  | For the City (featuring M.O.P. et Jadakiss)                                                                                          | Straight Outta Compton de N.W.A For the Love of Money / Living for the City de Troop and LeVert featuring Queen Latifah | 3:43  |
| 4.  | Get Out the Way (featuring Bun B et Cory Mo)                                                                                         | Tasnif E Sheydaei de Mohammad Reza Shadjarian Blow the Whistle de Too $hort White Gurl de E-40 featuring Juelz Santana et UGK | 2:55  |
| 5.  | All 2gether Now (featuring Freeway, Peedi Crakk et Young Chris)                                                                      | Yama Yama des Yamasuki Singers | 3:29  |
| 6.  | Interlude (featuring Q-Tip) | | 0:42  |
| 7.  | Church (featuring Termanology) | I Love You Michelle d'Edwin Birdsong | 2:41  |
| 8.  | Talkin Bout You (Ladies) (featuring Joell Ortiz, Skyzoo et Talib Kweli)                                                              | I'd Rather Have You d'Earth, Wind and Fire Electric Relaxation d'A Tribe Called Quest Can I Get Witcha de The Notorious B.I.G. featuring Lil' Cease Girls, Girls, Girls (Part 2) de Jay-Z featuring Chanté Moore Git It de Bun B featuring Ying Yang Twins | 3:37  |
| 9.  | On the Marquee (featuring Chaundon, Joe Scudda et Little Brother)                                                                    | Papa Was Too de Joe Tex | 3:44  |
| 10. | Mr. Popularity (featuring Consequence)                                                                                               | | 2:28  |
| 11. | Interlude (featuring Mad Rapper) | | 1:12  |
| 12. | This Is It (Showoff Remix) (featuring Black Rob, D-Dot et Redman)                                                                    | Candy, I'm So Doggone Mixed Up de The Chosen Few Street Dreams de Nas | 3:06  |
| 13. | So Good (Live From the Bar) (featuring CL Smooth, Naledge et Reks)                                                                   | Come Back to Me de Cheyenne Fowler | 4:04  |
| 14. | Streets of M.A. (featuring Ea$y Money, Frankie Wainwright, Masspike Miles, Reks, Slaine, Smoke Bulga, Superstah Snuk et Termanology) | | 4:42  |
| 15. | Sounds of the Street (Interlude) (featuring JFK)                                                                                     | | 1:20  |
| 16. | Destined to Shine (featuring Jon Hope, Sha Stimuli et Torae)                                                                         | Surviving the Times de Nas | 3:20  |
| 17. | Cali Nights (featuring Glasses Malone, Mistah F.A.B. et Novel)                                                                       | All in a Nights Work d'Harvey Scales | 3:03  |
| 18. | Take It All Back (featuring Ea$y Money, Paula Campbell, Reks et Royce da 5'9")                                                       | Life's a Bitch de Nas featuring AZ et Olu Dara Crooklyn des Crooklyn Dodgers | 3:56  |